# Andy Meddick
Pour les articles homonymes, voir Meddick.
Andy Meddick, né en 1964 à Gosford, est un homme politique et militant animaliste australien.

## Biographie
Il grandit dans la pauvreté dans un quartier ouvrier sur la Côte centrale de Nouvelle-Galles du Sud avant de s'installer à Torquay dans le comté de Surf Coast dans le Victoria,,. Ouvrier échafaudeur et syndicaliste dans l'industrie du bâtiment, il travaille pendant deux semaines en 2013 sur un chantier de Melbourne à côté d'un abattoir, entendant les cris de terreur et de douleur des cochons égorgés, et s'engage dans le mouvement de défense des animaux. Il participe à la campagne du parti Justice pour les animaux lors des élections fédérales australiennes de 2013, puis fonde la branche locale du parti dans sa ville de Torquay,.
Végan, il fait campagne pour abolir l'usage du poison métabolique fluoroacétate de sodium, la chasse aux canards, l'exportation d'animaux vivants vers des abattoirs étrangers, le saut d’obstacles aux sports équestres, les courses de lévriers, et l'utilisation des animaux dans les cirques et dans les rodéos. Il considère le philanthrope et activiste Philip Wollen (en) comme son « mentor », et explique qu'il porte toujours sur lui le poème de Davegan Raza : « Si je suis une voix pour les animaux, comment devrais-je m'exprimer ? / Dois-je chuchoter, pendant qu'ils hurlent de douleur ? / Dois-je être calme, pendant qu'ils tremblent de peur ? / Dois-je crier 'pitié !', pendant que leur gorge est tranchée ? / Dites-moi comment je dois parler, pour que vous leur accordiez leur liberté » .
Il se présente sans succès à plusieurs élections fédérales et de l'État du Victoria, puis est élu comme représentant de la région du Victoria-Occidental (en) (région rurale) au Conseil législatif du Victoria, la chambre haute du Parlement du Victoria, lors des élections législatives de 2018 auxquelles le parti Justice pour les Animaux termine quatrième,,. Il est la première personne élue au parlement victorien pour un parti animaliste, et la deuxième élue à un parlement australien, après Mark Pearson (en) pour le parti Justice pour les animaux au Parlement de Nouvelle-Galles du Sud en 2015 et avant Emma Hurst élue en 2019 pour ce même parti au Parlement de Nouvelle-Galles du Sud également.
Durant son mandat, il obtient une promesse du gouvernement de créer un service public vétérinaire, « Veticare », dont la création d'hôpitaux pour animaux sauvages,.
Pendant la pandémie de Covid-19 en Australie, il soutient le projet de loi permettant au gouvernement travailliste de Daniel Andrews de prendre des mesures sanitaires d'urgence telles qu'un confinement sanitaire. Il reçoit alors de nombreux messages de haine et de menaces de mort visant sa famille et lui. En 2021, sa fille est physiquement agressée et blessée par un passant alors qu'elle efface un tag anti-vaccination dans la rue.
Andy Meddick est battu par la candidate des Verts australiens Sarah Mansfield (en) aux élections de 2022. Le parti Justice pour les animaux conserve néanmoins un siège au Conseil législatif avec l'élection de Georgie Purcell,.